# Liliana Ronchetti
Liliana Ronchetti (née le 15 septembre 1927 à Côme et morte le 4 février 1974) était une joueuse italienne de basket-ball. En 1975, la Fédération internationale de basket-ball amateur (FIBA), a renommée la coupe des vainqueurs de coupe en Coupe Ronchetti en son honneur. Elle a été introduite en 2007 au FIBA Hall of Fame.

## Biographie
Débutant avec le club de Società Ginnastica Comense qui évolue alors en Serie B, elle rejoint avec celui-ci l'élite du championnat italien. Le club remporte quatre titres successifs de champion d'Italie, de 1950 à 1953. Lors des deux saisons 1950-1951 et 1951-1952, le club demeure invaincu en championnat. Elle remporte à trois reprises le titre de meilleure marqueuse du championnat, de 1952 à 1954 (elle remportera ensuite un quatrième titre de meilleure marqueuse avec le club de Milan en 1960). Elle établit également avec 51 points la meilleure performance jamais établie en championnat d'Italie.
Elle évolue ensuite dans différents clubs, dont un passage de cinq saisons en Suisse où elle remporte trois titres successifs de championne de Suisse, de 1967 à 1969. En 1971, elle retrouve le championnat italien pour évoluer avec Varèse, club où elle termine sa carrière en 1973.
Avec la sélection nationale, dont elle porte le maillot à quatre-vingt-trois reprises, elle participe à six championnats d'Europe, lors des éditions de Moscou en 1952, Belgrade en 1954, 1956 à Prague, 1958 à Lodz, 1960 à Sofia et 1962 à Mulhouse.
Un an après la fin de sa carrière à Varèse, elle décède brutalement du cancer.

## Palmarès

### Clubs
- championne d'Italie 1950, 1951, 1952 et 1953
- championne de Suisse 1967,  1968 et 1969

### Sélection
championnats d'Europe
- 6e du championnats d'Europe 1952 de Moscou
- 7e du championnats d'Europe 1954 de Belgrade
- 6e du championnats d'Europe 1956 de Prague
- e du championnats d'Europe 1958 de Lodz
- 7e du championnats d'Europe 1960 de Sofia
- 9e du championnats d'Europe 1962 de Mulhouse

### Distinction personnelle
- Meilleure marqueuse du championnat italien 1952, 1953 et 1954